# Nemanja Antonov
Nemanja Antonov (in serbo Немања Антонов?; Pančevo, 6 maggio 1995) è un calciatore serbo, difensore del Nyíregyháza.

## Caratteristiche tecniche
Gioca come terzino sinistro.

## Carriera

### Club
Cresciuto nelle giovanili dell'OFK Belgrado, fa il debutto in prima squadra il 26 maggio 2013 in occasione della sfida pareggiata per 1-1 contro il BSK Borča.

### Nazionale
Dopo aver partecipato con la nazionale Under-19 serba agli Europei 2014 terminati al terzo posto, viene convocato dalla nazionale Under-20 per i vittoriosi Mondiali 2015.

## Palmarès

### Club

#### Competizioni nazionali
- Coppa d'Ungheria: 1

Újpest: 2020-2021

### Nazionale
- Campionato mondiale di calcio Under-20: 1

Nuova Zelanda 2015